# Portugál strandlabdarúgó-válogatott
A Portugál strandlabdarúgó-válogatott Portugáliát képviseli a nemzetközi strandlabdarúgó-tornákon. A válogatott a Portugál labdarúgó-szövetség irányítása alatt áll. A csapat 2. helyen áll a strandlabdarúgó-világranglistán Brazília mögött. Portugália 18-ból eddig 15 strandlabdarúgó-világbajnokságon vett részt, amiből kettőt (2001-ben és 2015-ben) megnyert. Brazília mellett a portugál válogatott az egyetlen, amelyik azelőtt nyert strandlabdarúgó-világbajnokságot mióta 2005-ben a FIFA átvette ezek rendezését.

## Jelenlegi keret
| # |     | Poszt | Név           |
| - | --- | ----- | ------------- |
| 1 | POR | K     | Tiago Petrony |
| 2 | POR | V     | Rui Coimbra   |
| 3 | POR | V     | Léo Martins   |
| 4 | POR | V     | Bruno Torres  |
| 5 | POR | KP    | Jordan Santos |
| 6 | POR | V     | Alan          |

| #  |     | Poszt | Név                     |
| -- | --- | ----- | ----------------------- |
| 7  | POR | KP    | Madjer (csapatkapitány) |
| 8  | POR | KP    | Zé Maria                |
| 9  | POR | CS    | Bruno Novo              |
| 10 | POR | CS    | Belchior                |
| 11 | POR | V     | Bê Martins              |
| 12 | POR | K     | Elinton Andrade         |

Szövetségi kapitány: Mário Narciso
Pályaedzők: Luís Bilro, Tiago Reis

## Világbajnoki szereplés
| Év       | Eredmény      | H             | M             | Gy            | Gy+           | Gy+           | V             | RG            | KG            | GK            |
| -------- | ------------- | ------------- | ------------- | ------------- | ------------- | ------------- | ------------- | ------------- | ------------- | ------------- |
| 2005     | Döntő         | 2.            | 5             | 3             | 0             | 1             | 1             | 27            | 15            | +12           |
| 2006     | Elődöntő      | 4.            | 6             | 4             | 0             | 0             | 2             | 43            | 24            | +19           |
| 2007     | Negyeddöntő   | 8.            | 4             | 0             | 1             | 1             | 2             | 18            | 22            | −4            |
| 2008     | Elődöntő      | 3.            | 6             | 4             | 1             | 0             | 1             | 41            | 22            | +19           |
| 2009     | Elődöntő      | 3.            | 6             | 4             | 0             | 0             | 2             | 32            | 24            | +8            |
| 2011     | Elődöntő      | 3.            | 6             | 4             | 0             | 1             | 1             | 33            | 12            | +21           |
| 2013     | Nem jutott be | Nem jutott be | Nem jutott be | Nem jutott be | Nem jutott be | Nem jutott be | Nem jutott be | Nem jutott be | Nem jutott be | Nem jutott be |
| 2015     | Döntő         | 1.            | 6             | 5             | 0             | 0             | 1             | 32            | 18            | +14           |
| 2017     | (folyamatban) | (folyamatban) | (folyamatban) | (folyamatban) | (folyamatban) | (folyamatban) | (folyamatban) | (folyamatban) | (folyamatban) | (folyamatban) |
| Összesen | Összesen      | 7/8           | 39            | 24            | 2             | 3             | 10            | 226           | 137           | +89           |

## Eredmények
| FIFA strandlabdarúgó-világbajnokság Győztes (1): 2015 2. helyezett (1): 2005 3. helyezett (3): 2008, 2009, 2011 4. helyezett (1): 2006 | Strandlabdarúgó-világbajnokság Győztes (1): 2001 2. helyezett (2): 1999, 2002 3. helyezett (2): 2003, 2004 |

| Európai strandlabdarúgó-liga Győztes (5): 2002, 2007, 2008, 2010, 2015 2. helyezett (8): 2000, 2001, 2004, 2005, 2006, 2009, 2013, 2016 3. helyezett (5): 1998, 1999, 2003, 2011, 2014 | Európai strandlabdarúgó-kupa Győztes (7): 1998, 2001, 2002, 2003, 2004, 2006, 2016 2. helyezett (3): 1999, 2010, 2012 3. helyezett (3): 2005, 2007, 2009 |

| Mundialito Győztes (5): 2003, 2008, 2009, 2012, 2014 2. helyezett (11): 1999, 2000, 2001, 2002, 2005, 2006, 2007, 2010, 2011, 2013, 2016 4. helyezett (3): 1997, 1998, 2004 | Latin Kupa Győztes (1): 2000 2. helyezett (5): 1998, 1999, 2001, 2002, 2003 3. helyezett (1): 2005 |

## Világbajnoki-selejtező szereplései
| Év       | Eredmény | M  | Gy | Gy+ | Gy+ | V | RG  | KG | GK   | Pont |
| -------- | -------- | -- | -- | --- | --- | - | --- | -- | ---- | ---- |
| 2008     | -        | 7  | 6  | 0   | 0   | 1 | 47  | 12 | +35  | 18   |
| 2009     | -        | 7  | 5  | 0   | 0   | 2 | 47  | 29 | +18  | 15   |
| 2011     | -        | 7  | 5  | 0   | 1   | 1 | 37  | 25 | +12  | 15   |
| 2013     | -        | 4  | 2  | 0   | 0   | 2 | 21  | 9  | +12  | 6    |
| 2015     | -        | -  | -  | -   | -   | - | -   | -  | -    | -    |
| 2017     | -        | 8  | 7  | 0   | 0   | 1 | 61  | 14 | +37  | 21   |
| Összesen | 5/6      | 33 | 25 | 0   | 1   | 7 | 213 | 89 | +124 | 76   |

## Fordítás
- Ez a szócikk részben vagy egészben  a   Portugal national beach soccer team című angol Wikipédia-szócikk fordításán alapul.  Az eredeti cikk szerkesztőit annak laptörténete sorolja fel. Ez a jelzés csupán a megfogalmazás eredetét és a szerzői jogokat jelzi, nem szolgál a cikkben szereplő információk forrásmegjelöléseként.